# Invented
Albums de Jimmy Eat World
Chase This Light
(2007)
Invented est le 7e album du groupe Jimmy Eat World.

## Liste des titres
Toutes les chansons sont écrites et composées par Jimmy Eat World.
| No  | Titre                    | Durée |
| --- | ------------------------ | ----- |
| 1.  | Heart Is Hard to Find    | 3:18  |
| 2.  | My Best Theory           | 3:23  |
| 3.  | Evidence                 | 4:41  |
| 4.  | Higher Devotion          | 3:02  |
| 5.  | Movielike                | 3:50  |
| 6.  | Coffee and Cigarettes    | 7:46  |
| 7.  | Stop                     | 3:50  |
| 8.  | Littlething              | 4:07  |
| 9.  | Cut                      | 4:57  |
| 10. | Action Needs an Audience | 2:45  |
| 11. | Invented                 | 7:07  |
| 12. | Mixtape                  | 3:10  |

### Édition Deluxe
L'édition Deluxe est disponible aux États-Unis, uniquement sur Itunes et Best Buy.
- You & I
- Coffee and Cigarettes (Acoustic Version)
- Precision Auto
- Anais (Demo Version)
- Mixtape (Acoustic Version) [iTunes Pre Order Only]